# Ottmar Hitzfeld
Ottmar Hitzfeld (narozen 12. ledna 1949 v Lörrach v Bádensko-Württembersku v Německu) je bývalý německý fotbalový útočník, olympijský medailista a bývalý fotbalový trenér.
Je nejúspěšnějším německým fotbalovým trenérem a jedním z nejvýznamnějších fotbalových trenérů v historii. Německy je přezdíván der General (česky „Generál“). Je jedním ze čtyř trenérů, kterým se podařilo vyhrát Pohár mistrů evropských zemí se dvěma různými kluby (dalšími jsou k roku 2016 Ernst Happel, José Mourinho,Carlo Ancelotti, Jupp Heynckes a Pep Guardiola).

## Život
Má čtyři sourozence, on sám je nejmladší. Jeho otec je zubař. Jméno Ottmar získal podle Ottmara Waltera, fotbalového hráče klubu 1. FC Kaiserslautern. Vystudoval pedagogiku s aprobací matematika a sport.

## Trenérská kariéra
Na Mistrovství světa 2014 v Brazílii se švýcarská fotbalová reprezentace pod jeho vedením se 6 body kvalifikovala z druhého místa základní skupiny E do osmifinále proti Argentině, které podlehla 0:1 po prodloužení a z turnaje byla vyřazena. Trenér Hitzfeld po tomto šampionátu ukončil svou trenérskou kariéru.